# Cremastus crossidii
Cremastus crossidii är en stekelart som beskrevs av Gupta 1986. Cremastus crossidii ingår i släktet Cremastus och familjen brokparasitsteklar. Inga underarter finns listade i Catalogue of Life.